# Karel Khun
Karel Khun (14. října 1866 Pecka – 12. prosince 1921 Chlumec nad Cidlinou) byl český římskokatolický kněz, kronikář a regionální historik. Napsal také divadelní hru Pokřik.

## Život
Vystudoval gymnázium v Jičíně a kněžský seminář v Hradci Králové, kde 13. července 1901 přijal kněžské svěcení. Působil jako kaplan nejprve krátce v Německé Rybné a poté v Chlumci nad Cidlinou, roku 1901 se stal chlumeckým děkanem. Jako nadšený laický historik navštívil řadu významných archivů a pořídil si v nich výpisky k chlumeckým dějinám, avšak zemřel ještě před tím, než je stačil publikovat. Po jeho smrti jednal jeho bratr František Khun, děkan ve Světlé nad Sázavou, o jeho literárním odkazu s chlumeckou městskou radou; ta pověřila emeritního učitele Leopolda Nováka, aby na základě Khunových záznamů sepsal dějiny města. Celé dílo vyšlo ve dvou svazcích v roce 1932.

## Dílo
- Karel Khun, Leopold Novák: Dějiny a kulturní obraz města Chlumce nad Cidlinou (dva svazky), Rada města Chlumce nad Cidlinou, Chlumec nad Cidlinou 1932